# Гантлі (Вайомінг)
Гантлі (англ. Huntley) — переписна місцевість (CDP) в США, в окрузі Ґошен штату Вайомінг. Населення — 11 осіб (2020).

## Географія
Гантлі розташоване за координатами 41°55′54″ пн. ш. 104°8′38″ зх. д. / 41.93167° пн. ш. 104.14389° зх. д. (41.931621, -104.144008).  За даними Бюро перепису населення США в 2010 році переписна місцевість мала площу 0,70 км², уся площа — суходіл.

## Демографія
Згідно з переписом 2010 року, у переписній місцевості мешкало 30 осіб у 10 домогосподарствах у складі 8 родин. Густота населення становила 43 особи/км².  Було 11 помешкання (16/км²).
Расовий склад населення:
| - 100,0 % — білих |

До двох чи більше рас належало 0,0 %. Частка іспаномовних становила 0,0 % від усіх жителів.
За віковим діапазоном населення розподілялося таким чином: 40,0 % — особи молодші 18 років, 50,0 % — особи у віці 18—64 років, 10,0 % — особи у віці 65 років та старші. Медіана віку мешканця становила 36,5 року. На 100 осіб жіночої статі у переписній місцевості припадало 76,5 чоловіків;  на 100 жінок у віці від 18 років та старших — 100,0 чоловіків також старших 18 років.

Цивільне працевлаштоване населення становило 0 осіб. 